# استودیو سیتی (لس آنجلس)
استودیو سیتی، لس آنجلس (به انگلیسی: Studio City, Los Angeles) یک شهرک در ایالات متحده آمریکا است که در کالیفرنیا واقع شده‌است.